# Digital Monster Ver. S: Digimon Tamers
Digital Monster Ver. S: Digimon Tamers (デジタルモンスターVer.S～デジモンテイマーズ?, Dejitaru Monsutā Ver.S ~ Dejimon Teimāzu) è un videogioco sviluppato da TOSE e pubblicato da Bandai nel 1998 esclusivamente in Giappone per la console Sega Saturn. Rappresenta il primo titolo videoludico in assoluto nel franchise Digimon e presenta un gameplay molto simile a quello del Digimon virtual pet ma con una grafica migliorata.

## Modalità di gioco
Il gameplay è simile a quello del Digimon virtual pet e perciò è un simulatore di vita. L'obiettivo del gioco è quello di allevare il proprio Digimon portandolo dallo stadio di uovo a quello di Campione o Evoluto, cercando anche di guadagnare dei punti sull'Isola di File. Tuttavia in condizioni casuali appariranno alcuni nemici chiamati "Hacker" che cercheranno di derubare il giocatore e useranno i loro Digimon per attaccarlo; se verranno sconfitti si potrà ottenere un oggetto da usare nel laboratorio. Un'importante differenza rispetto al Digimon virtual pet è la possibilità di gestire più Digimon contemporaneamente, i quali verranno collocati in differenti cartelle e che avviseranno il giocatore di aver bisogno di lui tramite un effetto sonoro che gli consentirà di farsi notare.
L'interfaccia permette di premere alcuni tasti del gamepad per nutrire e allenare il proprio Digimon, saziandolo adeguatamente e pulendo il luogo in cui vive dai suoi bisogni fisiologici per impedire che si ammali. È presente un orologio interno, che può essere controllato tramite un indicatore apposito, che si rivelerà fondamentale in gran parte della situazioni, dato che renderà più comprensibile quando sarà opportuno o meno svolgere determinate attività. Ad esempio nelle ore notturne bisognerà lasciar dormire la creatura, affinché il suo livello di salute non deteriori. Il giocatore ha anche la possibilità di sfruttare la rete per inviare e ricevere delle email contenenti importanti informazioni e consigli sul proseguimento della partita. La rete può anche essere usata per inviare i Digimon alle reti connesse di tutto il mondo, ricevendo così degli oggetti speciali. Inoltre esiste anche un negozio dove è possibile comperare degli articoli dedicati al proprio mostro digitale e un istituto di ricerca che mostrerà tutte le informazioni sulle creature.
Il gioco inizia con un Botamon che si digievolverà velocemente in Koromon per poi continuare il suo ciclo evolutivo con delle tempistiche maggiori. Per passare agli stadi successivi occorrerà allevare la creatura nel migliore dei modi, sottoponendolo ad un allenamento sotto forma di minigioco, curandolo da eventuali malattie e facendolo combattere contro i nemici. Le battaglie si svolgono nel Virtual Coliseum dove si avrà la possibilità di accedere a determinate aree in precisi giorni della settimana. Il lunedì si potrà andare in una zona destinata ai Digimon esperti nei combattimenti aerei, il giovedì sarà il turno di una pianura in cui si potranno incontrare i migliori esponenti sulla terraferma mentre il sabato ci si potrà recare in una grotta dove a farne capo ci saranno i Numemon. Esiste anche una quarta zona visitabile, l'arena, alla quale si potrà accedere in qualsiasi momento lo si desideri. Se si riescono a sconfiggere cinque Digimon di una determinata zona, si diventerà i padroni di quell'area e si riceverà una medaglia come premio.

## Accoglienza
Al momento dell'uscita, i quattro recensori della rivista Famitsū hanno dato un punteggio di 27/40. La testata Sega Saturn Magazine gli assegnò come voto 7 su 10.